# Moses Edwin Clapp

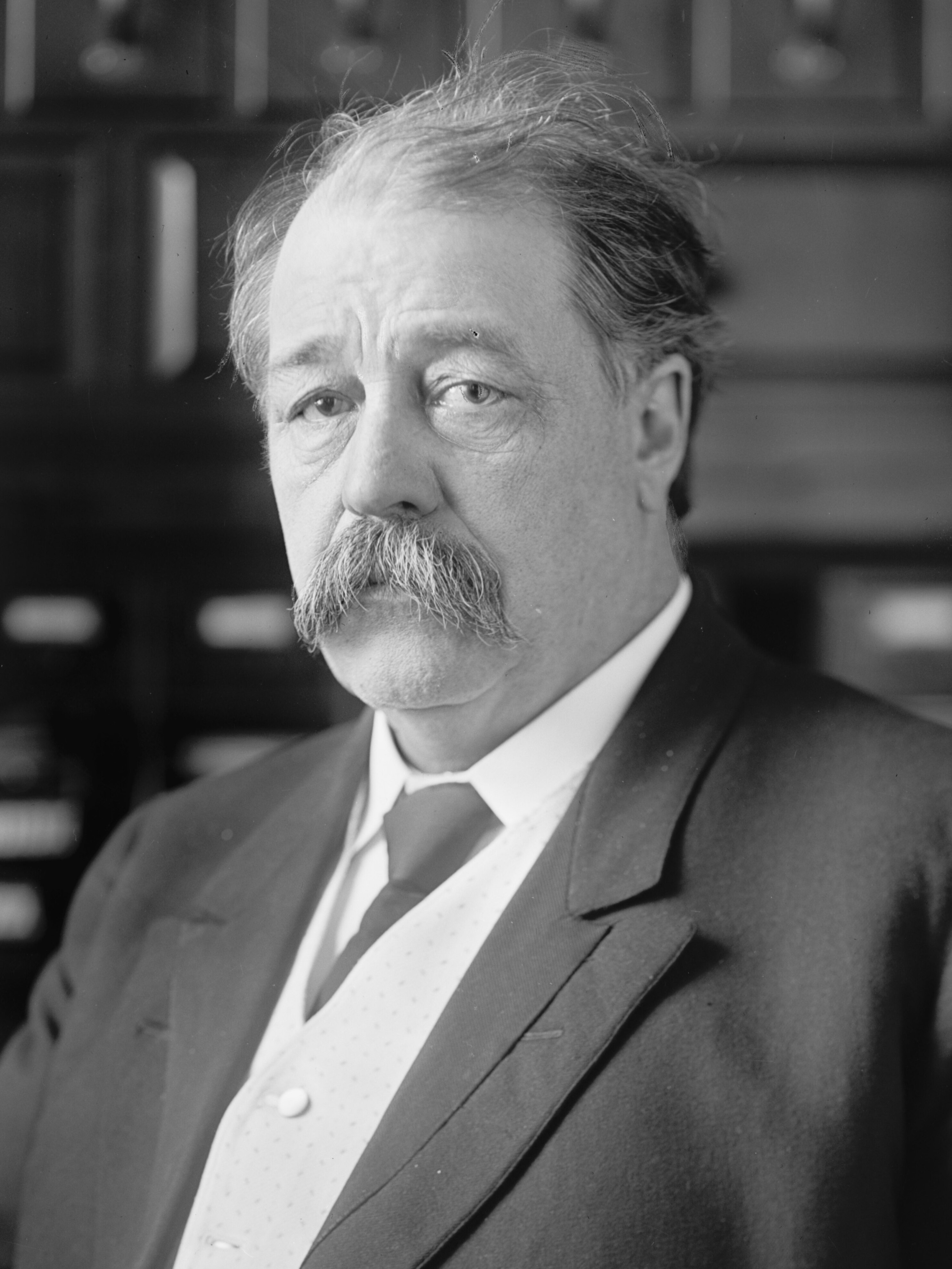
Moses Edwin Clapp

Moses Edwin Clapp (* 21. Mai 1851 in Delphi, Carroll County, Indiana; † 6. März 1929 bei Accotink, Virginia) war ein US-amerikanischer Politiker, der den Bundesstaat Minnesota im US-Senat vertrat.

## Leben

### Frühes Leben
Moses Clapp wuchs die ersten Lebensjahre in Delphi auf und zog 1857 mit seinen Eltern nach Hudson (Wisconsin). Hier besuchte er die Schule und schrieb sich danach an der University of Wisconsin ein, an der er im Jahr 1873 seinen Abschluss in Rechtswissenschaften erlangte. 1874 wurde er als Rechtsanwalt zugelassen, und begann in seiner Heimatstadt Hudson zu praktizieren. Moses Clapp trat der Republikanischen Partei bei.

### Politische Karriere
Vier Jahre später, 1878, wurde Clapp zum Bezirksstaatsanwalt des St. Croix County ernannt, ein Amt, das er bis 1880 bekleidete. 1881 zog Clapp nach Fergus Falls in Minnesota, wo er zunächst erneut als Rechtsanwalt tätig war. Doch auch in Minnesota gelang es ihm, hohe Ämter zu bekleiden, als er von 1887 bis 1893 zum Attorney General von Minnesota gewählt wurde. Seine einzige größere Wahlniederlage erlitt Clapp 1896, als er für die Republikaner ohne Erfolg für das Amt des Gouverneurs von Minnesota kandidierte.
Nach dem Tod von US-Senator Cushman Kellogg Davis und dem nur kurzzeitig amtierenden Senator Charles Arnette Towne, wurde Clapp 1900 in den Senat der Vereinigten Staaten gewählt; er trat sein neues Amt am 23. Januar 1901 an. Sowohl 1904 aber auch 1910 war eine Wiederwahl des Senators erfolgreich, so dass Clapp 16 Jahre lang – bis zum 3. März 1917 – für Minnesota im Senat saß. In jener Zeit leitete Clapp zahlreiche Senatskomiteen, darunter das Committee on Indian Affairs und das Committee on Interstate Commerce. Clapps Spitzname lautete nicht umsonst The Black Eagle of Minnesota, was übersetzt Der schwarze Adler von Minnesota bedeutet.

### Spätes Leben und Tod
Nach dem Ausscheiden aus dem Amt als Senator im Jahr 1917 zog Clapp mit seiner Familie nach Washington, wo er von 1918 bis 1923 erneut als Rechtsanwalt tätig war. 1923 wurde er Vizepräsident und Unternehmensberater für die North American Development Corporation.
Laut einem Artikel des Time Magazine vom 18. März 1929 erlitt Clapp 1927 einen Schlaganfall, beim erfolgreichen Versuch, seine Enkeltochter aus dem Potomac River zu ziehen. Er starb zwei Jahre später, im Alter von 77 Jahren, auf seinem Anwesen bei Accontik (Virginia).